# Abandoned
«Abandonada» (tirulo original: «Abandoned») es el capítulo N° 6 de la segunda temporada de Lost. Shannon ve a Walt por la isla en repetidas ocasiones y comienza a buscarlo. Con Sawyer cerca de la muerte, Ana Lucía y el grupo de la cola del avión llegan al campamento de los otros supervivientes. Flashback de Shannon Rutherford.

## Trama
Shannon y Sayid deciden pasar un tiempo juntos que es interrumpido cuando ella vuelve a contactar con Walt. Ambos novios discuten porque Sayid no cree a Shannon pero futuras evidencias hacen cambiar de opinión al iraquí, aunque quizá ya sea un poco tarde para eso.
El segundo grupo se embarca en un viaje liderado por Ana para llegar al campamento de los primeros perdidos y en el camino, Sawyer (muy malherido) Jin y Michael descubren que la vida en la isla puede ser aún más difícil y peligrosa de lo que hasta ahora creían. Al final de su viaje, el encuentro no es tan feliz como cabría esperar.

## Otros Capítulos
- Capítulo anterior: «...Y encontrados».
- Siguiente capítulo: «Los otros 48 días».